# Altpreußisches Infanterieregiment No. 21 (1806)
Das Infanterieregiment mit der späteren Nummer No. 21 war ein preußisches Regiment zu Fuß, das 1713 von Generalmajor Ernst Wladislaus von Dönhoff in Halberstadt in der Provinz Anhalt aufgestellt wurde. Der Verband trug den Namen des jeweiligen Chefs und wurde daher zunächst als Regiment „von Dönhoff“ bezeichnet.

## Geschichte
Der preußische Heeresreformer Fürst Leopold I. von Anhalt-Dessau führte 1729/37 eine erste Stammliste der preußischen Regimenter ein, die sich nach dem Anciennitätsprinzip richtete. Das Regiment „von der Marwitz“ erhielt daher die Nummer 21. Nach den Obristen Asmus Ehrenreich von Bredow (1744–1756), Johann Dietrich von Hülsen (1756–1767) und Carl Magnus von Schwerin (1767–1773) erhielt Karl Wilhelm Ferdinand Herzog von Braunschweig im Jahr 1773 das Regiment. Es wurde bis zuletzt als Regiment Herzog von Braunschweig geführt. Die Preußische Armee traf unter der Führung des mehr als siebzigjährigen Herzogs von Braunschweig während des Vierten Koalitionskrieges in der Schlacht bei Jena und Auerstedt am 14. Oktober 1806 auf die Truppen Napoleons. Zu Beginn der Kampfhandlungen wurde der Herzog von einer Kugel getroffen, die ihm beide Augen zerschoss. Das Regiment verlor seinen Heerführer und wurde anschließend aufgelöst.

## Kampfbilanz
Insgesamt war das Regiment an 81 Kampfhandlungen beteiligt, davon:
- 11 gewonnene und 4 verlorene Schlachten
- 1 verlorenes Treffen
- 24 gewonnene, ein unentschiedenes und 5 verlorene sowie 8 Rückzugsgefechte
- 8 erfolgreiche und eine erfolglose Belagerung
- 1 Zernierung
- 5 siegreiche und 2 erfolglose Sturmangriffe sowie 2 geglückte und ein misslungener Überfall
- zudem 1 Einnahme, 2 Kanonaden, 1 Lager, eine erfolgreiche und eine erfolglose Verteidigung
- 1 Kapitulation

| Regimentschef                                  | Zeitraum                               | Benennung                          | Garnisonen | Einsätze |
| ---------------------------------------------- | -------------------------------------- | ---------------------------------- | --- | --- |
| Ernst Wladislaus von Dönhoff                   | 03. April 1713 bis 10. Juni 1724       | Regiment „von Dönhoff“             | Halberstadt, Aschersleben, Osterwiek, Quedlinburg, Wernigerode, Bleicherode und Elrich                                                | 1715: Krieg in Pommern gegen Schweden                                                                       |
| Heinrich Karl von der Marwitz                  | 24. Juli 1724 bis 22. Dezember 1744    | Regiment „von der Marwitz“         | Halberstadt, Quedlinburg bis 1796 | 1740–1742: Erster Schlesischer Krieg                                                                        |
| Asmus Ehrenreich von Bredow                    | 31. Dezember 1744 bis 15. Februar 1756 | Regiment „von Bredow“              | Halberstadt, Quedlinburg bis 1796 | 1744–1745: Zweiter Schlesischer Krieg                                                                       |
| Johann Dietrich von Hülsen                     | 25. Februar 1756 bis 29. Mai 1767      | Regiment „von Hülsen“              | Halberstadt, Quedlinburg bis 1796 | 1756–1763: Dritter Schlesischer Krieg                                                                       |
| Carl Magnus von Schwerin                       | 07. Juni 1767 bis 10. Januar 1773      | Regiment „von Schwerin“            | Halberstadt, Quedlinburg bis 1796 | |
| Karl Wilhelm Ferdinand Herzog von Braunschweig | 11. Januar 1773 bis 14. Oktober 1806   | Regiment „Herzog von Braunschweig“ | (1796–1799) Herford, Nienburg, Hille, Salzuflen, Lübbe, Schötmar, Dützen, Eistrup, Rosum, Eichhorst, Osnabrück (bis 1806) Halberstadt | 1778–1779: Bayerischer Erbfolgekrieg 1790: Marsch nach Schlesien 1792–1796 und 1806: Krieg gegen Frankreich |